# Убийца выходит из тени
«Убийца выходит из тени» (другое название — «Весь свет на убийцу», фр. Pleins feux sur l’assassin) — детективный фильм французского режиссёра Жоржа Франжю, вышедший на экраны в 1961 году.
В основу сценария фильма положен роман детективных писателей Пьера Буало и Тома Нарсежака, по книгам которых поставлены такие знаменитые криминальные триллеры, как «Головокружение» и «Дьяволицы».

## Сюжет
В огромном и богатом средневековом замке в Бретани умирает граф Эрве де Керлоген (Пьер Брассёр). Зная, что дни его сочтены, он по древней традиции надевает парадное облачение рыцаря Мальтийского ордена, после чего заходит в потайную комнату, закрывает её, садится в кресло и через несколько мгновений умирает.
У графа нет семьи и прямого наследника. На оглашение завещания приезжают шестеро его племянников и племянниц, каждый из которых рассчитывает получить долю многомиллионного наследства. Среди них парижский студент-медик Жан-Мари де Керлоген (Жан-Луи Трентиньян), который приехал со своей очаровательной и современной невестой Мишлин (Дани Саваль), его кузины Эдвига (Марианна Кох) и Жанна (Паскаль Одрэ), которая приехала с мужем Клодом (Жорж Роллен), её кузен и былой возлюбленный Андрэ (Филипп Леруа), юный гуляка Кристиан (Жан Бебиле), Анри (Жерар Бур), а также двоюродный брат умершего, историк и хранитель истории дома Керлогенов, Гийом (Жан Озенн).
Собрав всех наследников за одним столом, нотариус сообщает им, что фактически можно констатировать, что граф Эрве де Керлоген умер, так как по медицинским показателям он не мог протянуть более нескольких дней и не мог выйти самостоятельно из собственного кабинета. Однако поскольку его тело найдено не было, то по закону он будет считаться пропавшим без вести в течение пяти лет. И лишь по истечении этого времени (если тело не будет найдено ранее) родственники смогут вступить в права наследования. До тех же пор они могут только пользоваться имуществом, но не имеют право им распоряжаться. Более того, на них ложится ответственность по поддержанию имущества в надлежащем состоянии, что требует немалых денег. Поскольку практически все наследники сами нуждаются в средствах, они решают добывать средства на поддержание замка с помощью организации платных экскурсий для туристов. Одновременно они будут продолжать поиски графа, так как совершенно очевидно, что он находится где-то в замке.
Во время прогулки по озеру Жан-Мари рассказывает Мишлин легенду рода де Керлогенов. Когда-то давно граф де Керлоген женился на молодой прекрасной девушке, однако не уделял ей совершенно никакого внимания, увлекаясь исключительно охотой. Не выдержав такого положения, молодая жена графа в конце концов завела себе любовника. Однажды, когда граф сделал вид, что отправился на очередную охоту, его жена пригласила к себе любовника. Но граф неожиданно вернулся и убил любовника. Не выдержав горя, молодая графиня поднялась на вершину башни и бросилась вниз, разбившись насмерть. Выслушав историю, Мишлин предлагает сделать на её основе свето-звуковое шоу, декорациями которого послужили бы стены замка. Это должно вызвать широкий интерес в округе и привлечь в замок гостей, для которых будут проводиться специальные тематические экскурсии по замку.
В замок завозится самое современное свето-звуковое оборудование, которое устанавливается как на улице для демонстрации уличного шоу, так и в помещениях для проведения экскурсий. Во время наладки во дворе одного из мощных юпитеров неожиданно убивает током Анри. Через некоторое время ревнивому мужу Жанны Клоду передают по громкой связи, что его жена встречается в своей комнате со своим бывшим любовником. Клод врывается к ней с ножом и убивает Андре. Клода задерживает и увозит полиция.
У наследников возникает вопрос — были ли эти смерти простым совпадением, или это результат чьей-то дьявольской игры по планомерному устранению претендентов на наследство. Тем не менее, подготовка шоу продолжается полным ходом. На премьеру приглашены местный префект и представитель министерства культуры.
После гибели любовника Жанна пребывает в крайне подавленном состоянии. Пока она находится в своей комнате, к ней по внутренней связи обращается голос, убеждающий её в том, что она должна повторить судьбу молодой графини из легенды и покончить с собой после гибели любовника от рук мужа. В этот момент начинается свето-звуковое шоу. Когда действие подходит к тому моменту, когда графиня выбрасывается из окна башни, в окне неожиданно появляется Жанна и по-настоящему прыгает вниз, разбиваясь насмерть. Все видят, что произошло самоубийство, однако не ясно, было ли оно самостоятельным решением Жанны или его кто-то спровоцировал.
Всем известно, что Эдвига каждое утро совершает длительные конные прогулки. Ночью Жан-Мари с помощью кислоты портит её упряжь. На следующее утро Жан-Мари, Кристиан и Гийом ожидают её к завтраку, однако она запаздывает. Когда возвращается её лошадь без упряжи, трое мужчин отправляются на розыски Эдвиги. Вскоре они находят её в окрестных болотах раненной, и доставляют в замок. Жан-Мари делает ей необходимые процедуры, а затем надевает кислородную маску в ожидании приезда городского врача. Когда Эдвига остаётся в комнате одна, кто-то заходит и пытается перекрыть ей доступ кислорода. Неожиданно она открывает глаза, а в комнату входят Жан-Мари и Мишлин. Оказывается «ранение» Эдвиги было частью их плана по разоблачению убийцы. Они увидели его лицо, им оказался пожилой Гийом, хранитель истории дома Керлогенов, который хотел завладеть замком в одиночку и стать очередным графом де Керлогеном.
Жан-Мари пускается за Гийомом в погоню по комнатам замка, в конце концов, они оказываются в кабинете старого графа. Начинается потасовка, во время которой случайно разбивается зеркало. За зеркалом оказывается тайная комната, в которой в своём кресле в рыцарском парадном облачении сидит умерший граф.
Тем временем во дворе замка идёт свето-звуковое шоу. Гийом выбегает во двор. На него направляют юпитеры. Когда Гийом пытается выбежать за ворота замка, Кристиан стреляет в него и убивает наповал.
Фильм заканчивается сценой похорон графа.

## В ролях
- Пьер Брассёр — граф Эрве де Керлоген
- Паскаль Одрэ — Жанна Бенуа-Сэнваль
- Марианна Кох — Эдвига
- Жан-Луи Трентиньян — Жан-Мари де Керлоген
- Кристиан Маркан — Луи Обер
- Дани Саваль — Мишлин
- Филипп Леруа — Андрэ
- Жан Бабиле — Кристиан де Керлоген
- Жорж Роллен — Клод Бенуа-Сэнваль
- Жерар Бур — Анри
- Люсьен Рамбур — Жюльен
- Марис Мартэн — Марта